# Національне агентство екологічних інвестицій України
Націона́льне аге́нтство екологі́чних інвести́цій Украї́ни (Нацекоінвестагентство) є центральним органом виконавчої влади України.

## Мета і основні завдання
Метою діяльності Нацекоінвестагентства є виконання вимог Рамкової конвенції Організації Об'єднаних Націй про зміну клімату та впровадження механізмів Кіотського протоколу до неї, у тому числі в частині реалізації проектів, спрямованих на охорону довкілля.
Основними завданнями Нацекоінвестагентства є:
- формування та забезпечення реалізації державної інвестиційної політики у сфері охорони довкілля та державної політики у сфері регулювання негативного антропогенного впливу на зміну клімату;
- виконання вимог Рамкової конвенції ООН про зміну клімату та впровадження механізмів, передбачених Кіотським протоколом до неї, в тому числі в частині реалізації проектів, спрямованих на охорону довкілля, залучення інвестицій в охорону довкілля;
- створення та забезпечення функціонування національної системи оцінки та обліку антропогенних викидів та абсорбції парникових газів.

## Голова
- Орленко Сергій Леонідович